# 臭化物ペルオキシダーゼ
臭化物ペルオキシダーゼ（Bromide peroxidase、EC 1.11.1.18、ブロモペルオキシダーゼ、好酸球ペルオキシダーゼ）は、系統名をbromide:hydrogen-peroxide oxidoreductaseという酸化還元酵素の一種である。これらの酵素は、以下の化学反応を触媒する：。
   HBr + H2O2 ⇌ HOBr + H2O
HOBrは強力な臭素化剤である。海洋環境で観察される多くの有機臭素化合物は、この酸化された臭素との反応で生成される。
紅色および褐色の海藻（Rhodophyta およびPhaeophyta ）のブロモペルオキシダーゼにはバナジン酸が含まれている（バナジウムブロモペルオキシダーゼ）。それ以外のバナジウムは生物学的には珍しい補酵素である。この酵素ファミリーのおかげで、様々な臭素化天然物が海洋資源から単離されている。
関連する酵素であるクロロペルオキシダーゼは塩素化を行う。ハロペルオキシダーゼの命名法では、ブロモペルオキシダーゼは古典的に塩化物を全く酸化できない。例えば、好酸球ペルオキシダーゼは、塩化物よりも臭化物を好むようであるが、塩化物を利用することが出来るため、ブロモペルオキシダーゼとは見做されない。
Muricidae（旧Murex）属のカタツムリには、貝紫色色素を生成するためのブロモペルオキシダーゼがある。この酵素は臭化物に非常に特異的で、物理的にも安定しているが、活性部位の金属については特徴づけられていない。2019年現在、カタツムリのゲノムにはこのような酵素に特定の遺伝子は割り当てられていない。 このような活性は、おそらく共生するバチルス菌が代わりに提供していると思われる。 同定された酵素はα/βヒドロラーゼ・スーパーファミリーに属しており、類似のブロモペルオキシダーゼの構造がPDB: 3FOBとして入手可能である。この酵素は、Ser 99、Asp 229、His 258の触媒三残基構造を持ち、金属補酵素を必要としない。

## 参考資料
1. ↑  Butler, Alison.; Walker, J. V. (1993). “Marine haloperoxidases”. Chemical Reviews 93 (5):  1937–1944. doi:10.1021/cr00021a014.
2. ↑  Latham, Jonathan; Brandenburger, Eileen; Shepherd, Sarah A.; Menon, Binuraj R. K.; Micklefield, Jason (2018). “Development of Halogenase Enzymes for Use in Synthesis”. Chemical Reviews 118 (1):  232–269. doi:10.1021/acs.chemrev.7b00032. PMID 28466644.
3. ↑  Vaillancourt, Frédéric H.; Yeh, Ellen; Vosburg, David A.; Garneau-Tsodikova, Sylvie; Walsh, Christopher T. (2006). “Nature's Inventory of Halogenation Catalysts: Oxidative Strategies Predominate”. Chemical Reviews 106 (8):  3364–3378. doi:10.1021/cr050313i. PMID 16895332.
4. ↑  Butler, A., "Vanadium haloperoxidases", Current Opinion in Chemical Biology, 1998, 2, 279-285.
5. ↑  Benkendorff, K (23 April 2013). “Natural product research in the Australian marine invertebrate Dicathais orbita.”. Marine Drugs 11 (4):  1370–98. doi:10.3390/md11041370. PMC 3705410. PMID 23612370.
6. ↑  Ngangbam, AK; Mouatt, P; Smith, J; Waters, DLE; Benkendorff, K (3 May 2019). “Bromoperoxidase Producing Bacillus spp. Isolated from the Hypobranchial Glands of a Muricid Mollusc Are Capable of Tyrian Purple Precursor Biogenesis.”. Marine Drugs 17 (5):  264. doi:10.3390/md17050264. PMC 6562550. PMID 31058830. Genbank {AKQ77155.1.
7. ↑  “Deposit 3FOB/IDP00046”. Center for Structural Genomics of Infectious Diseases. 2019年5月31日閲覧。